# Chrysocraspeda flavimedia
Chrysocraspeda flavimedia là một loài bướm đêm trong họ Geometridae.